# یواس‌ان‌اس لینچ (تی-ای‌جی‌اوآر-۷)
یواس‌ان‌اس لینچ (تی-ای‌جی‌اوآر-۷) (به انگلیسی: USNS Lynch (T-AGOR-7)) یک کشتی بود که طول آن 209' بود. این کشتی در سال ۱۹۶۴ ساخته شد.